# Judith Arndt

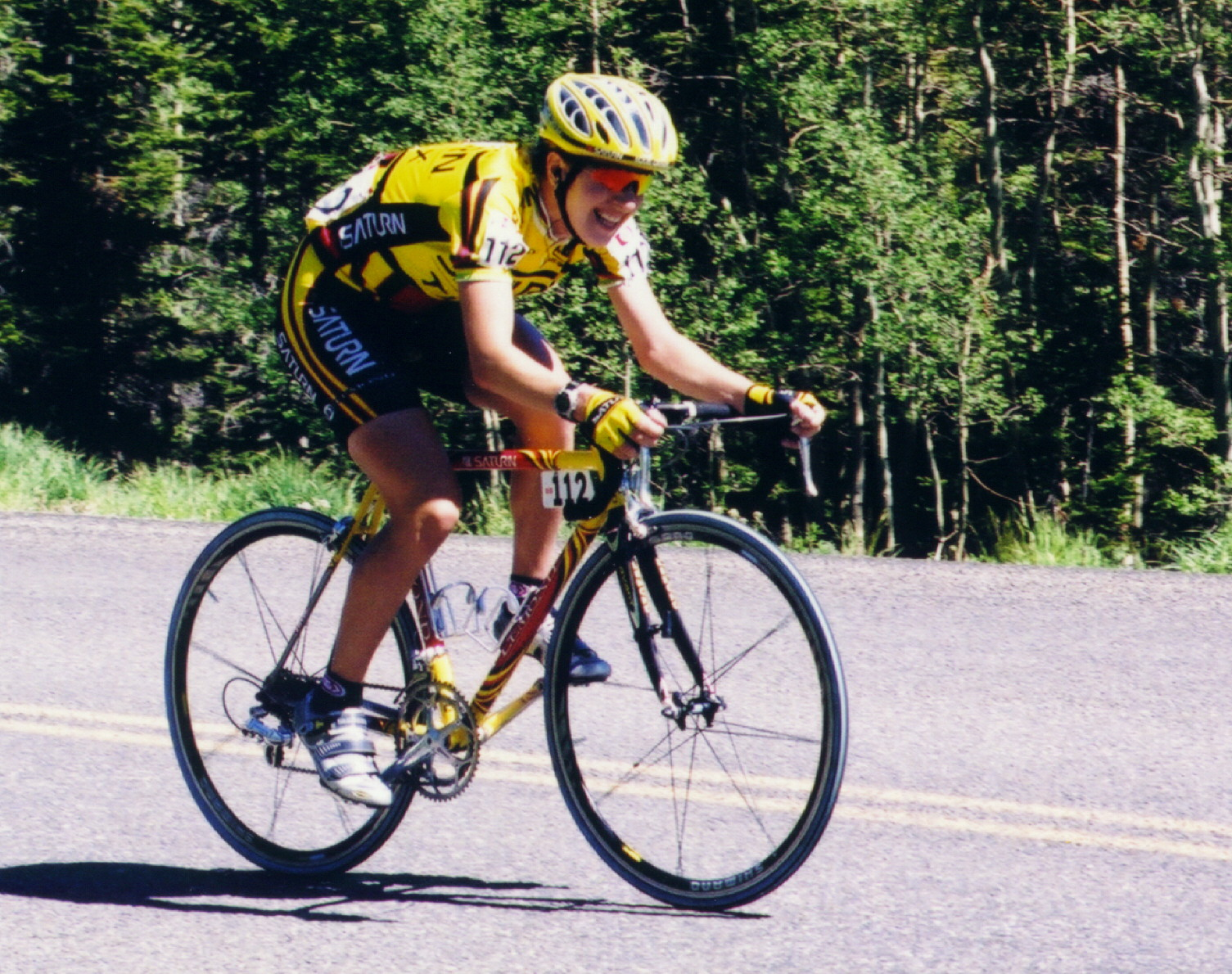
Judith Arndt im Jahr 2002

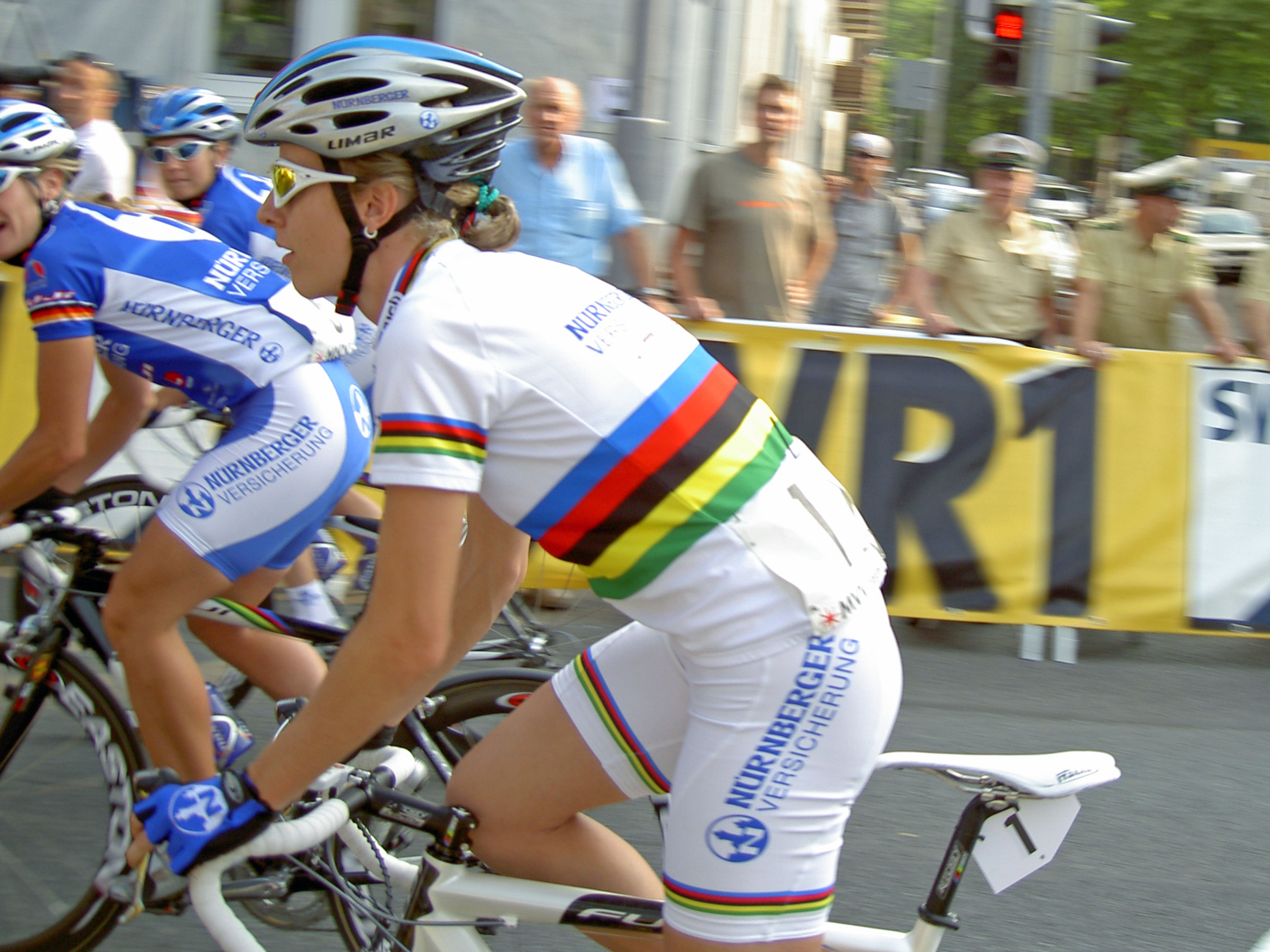
Deutsche Meisterschaft 2005

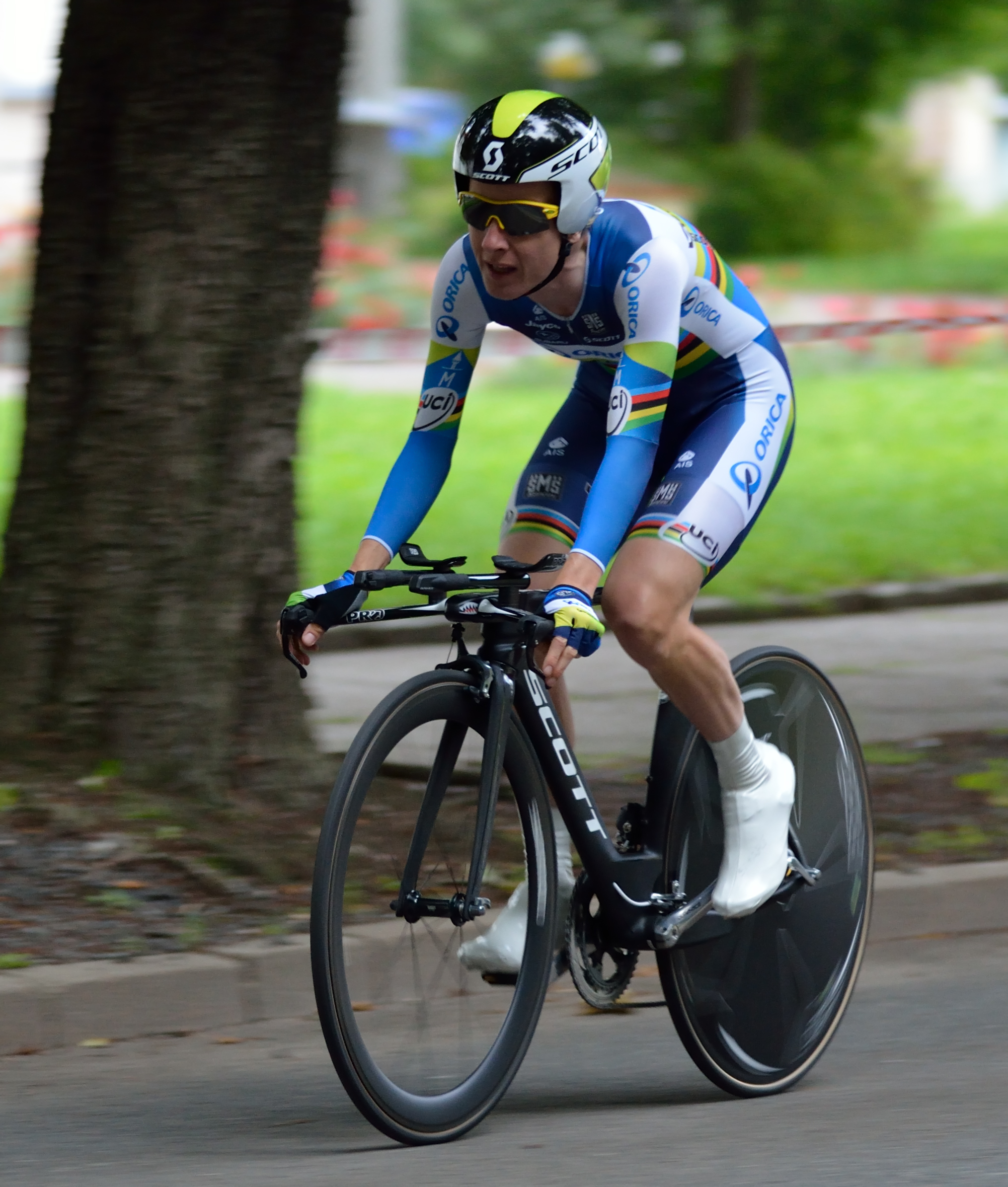
Judith Arndt bei der Internationalen Thüringen-Rundfahrt der Frauen 2012

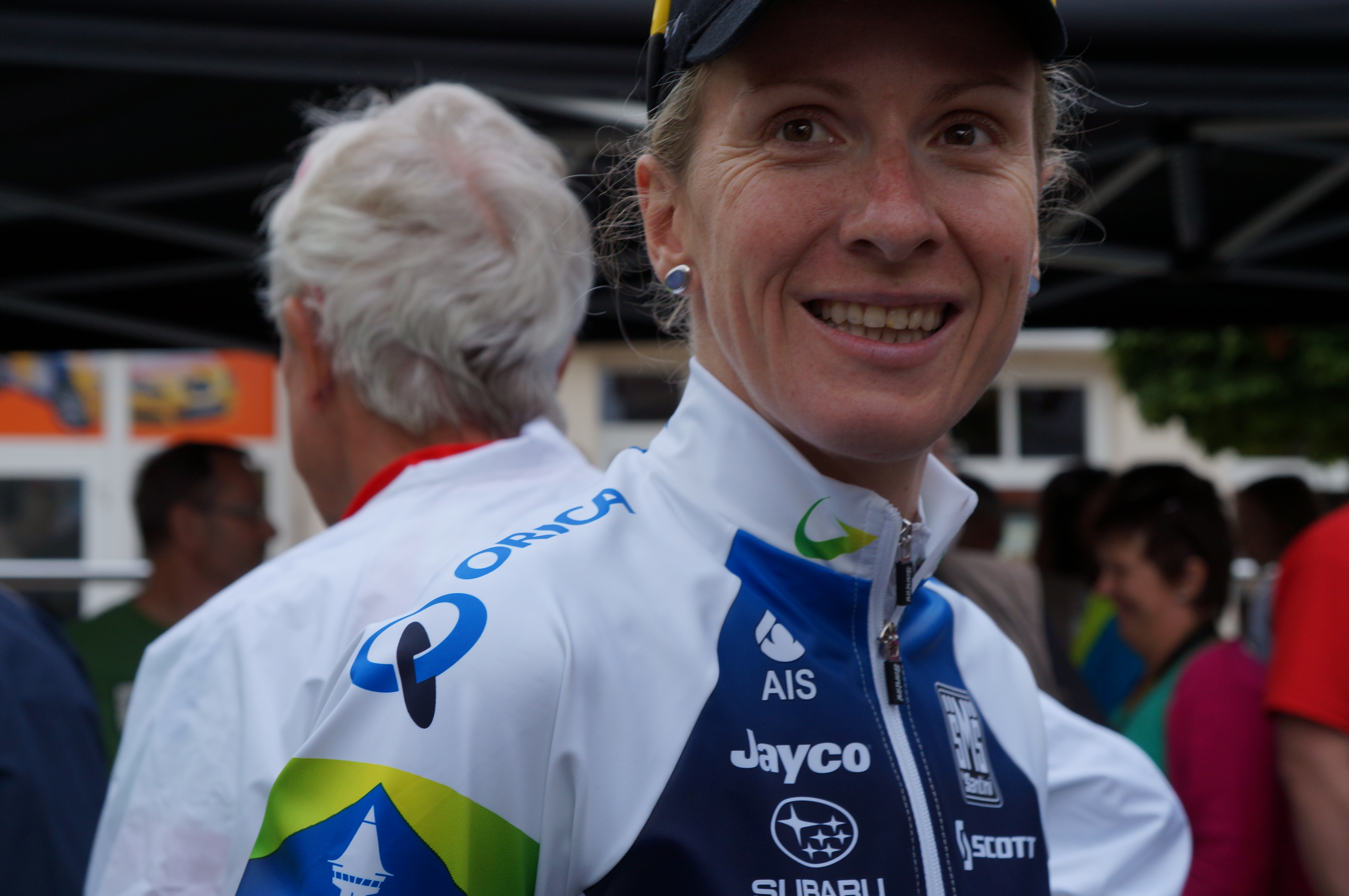
Judith Arndt nach der Etappe „Rund um Schmölln“ bei der Internationalen Thüringen-Rundfahrt der Frauen 2012

Judith Arndt (* 23. Juli 1976 in Königs Wusterhausen) ist eine ehemalige deutsche Radrennfahrerin, Olympiazweite und vierfache Weltmeisterin.

## Radsport-Laufbahn
Judith Arndt gehörte ab Mitte der 1990er Jahre zu den stärksten Radrennfahrerinnen der Welt, zunächst auf der Bahn, später auf der Straße. 1993 sowie 1994 wurde Judith Arndt deutsche Junioren-Meisterin in der Einerverfolgung auf der Bahn. Ebenfalls 1994 wurde sie in Quito Vize-Weltmeisterin der Juniorinnen in dieser Disziplin. 1996 wurde sie zweifache deutsche Meisterin in der Elite bei den Deutschen Meisterschaften sowohl im Punktefahren wie auch in der Einerverfolgung. 1996 errang sie bei den Olympischen Spielen in Atlanta die Bronze-Medaille in der Einerverfolgung und wurde 1997 Weltmeisterin in dieser Disziplin. Nachdem sie wegen einer Virusinfektion bei den Olympischen Spielen 2000 unter ihren Möglichkeiten blieb, verabschiedete sich Arndt von der Bahn.
Mit einem dritten Platz bei der Tour de France für Frauen (2003), zwei Gesamtsiegen bei der Tour de l’Aude (2002/2003) und dem WM-Silber im Einzelzeitfahren in Hamilton (Kanada) bewegte sich Arndt auf ihren damaligen Leistungshöhepunkt zu: Bei den Olympischen Spielen 2004 gewann sie im Straßenrennen die Silbermedaille. Im Vorfeld der Spiele hatte sie die Entscheidung des BDR kritisiert, für die Spiele in Athen ihre damalige Lebensgefährtin und Sprinterin Petra Rossner nicht für die Teilnahme nominiert zu haben. Diese Kritik brachte sie beim Zieleinlauf nochmals medienwirksam durch Zeigen des Mittelfingers zum Ausdruck. Später entschuldigte sie sich für ihr Verhalten und wurde von der UCI zu einer Strafe von CHF 200 verurteilt.
Im selben Jahr wurde Judith Arndt in Verona Straßen-Radweltmeisterin und Vize-Weltmeisterin im Einzelzeitfahren. Am Ende der Saison belegte sie den ersten Platz in der Weltrangliste. 2005 gewann Arndt das Einzelzeitfahren bei der Deutschen Meisterschaft in Schweinfurt. 2007, 2008 und 2012 wurde sie Gesamtsiegerin der Thüringenrundfahrt sowie 2008 des Rad-Weltcups der Frauen. 2010 errang sie in Geelong den Titel der Vize-Weltmeisterin im Einzelzeitfahren, im Einzel-Straßenrennen wurde sie Fünfte. Im selben Jahr gewann sie den Giro della Toscana Femminile.
2011 errang Arndt ihren dritten Weltmeistertitel. Bei der WM in Kopenhagen gewann sie die Goldmedaille im Einzelzeitfahren. Im gleichen Jahr gewann sie die Tour of New Zealand und den Giro del Trentino Alto Adige. Im Einzelzeitfahren errang sie erneut den deutschen Meistertitel und belegte im Straßenrennen Rang zwei.
Bei ihrer Teilnahme an den Olympischen Spielen in London 2012 erreichte sie im Einzelzeitfahren die Silbermedaille. Bei der WM in Valkenburg verteidigte sie ihren Titel im Einzelzeitfahren. Das anschließende Straßenrennen, bei dem sie den achten Platz belegte, war ihr letztes Rennen als Profi-Sportlerin. Sie erklärte, künftig in Australien leben und dort studieren zu wollen.

## Teams
- Saturn Cycling Team (2001–2002)
- Equipe Nürnberger (2003–2005)
- T-Mobile Frauenteam (2006–2007)
- HTC Highroad Women (2008–2011)
- GreenEdge-AIS (2012)

## Erfolge (Auszug)
- Olympische Spiele, Weltmeisterschaften, Weltrangliste
  - 1996: Bronze Einerverfolgung Olympische Sommerspiele 1996
  - 1997: Weltmeisterin in der Einerverfolgung
  - 1998: Bronze WM, Einerverfolgung
  - 1999: Silber WM, Einerverfolgung
  - 2000: Silber WM, Einerverfolgung
  - 2003: Silber WM, Einzelzeitfahren
  - 2004: Silber, Straßenrennen Olympische Sommerspiele 2004
  - 2004: Weltmeisterin Straße Verona/ITA 2004, Weltranglistenerste, Silber WM, Einzelzeitfahren
  - 2012: Silber WM, Einzelzeitfahren
  - 2011: Weltmeisterin im Einzelzeitfahren
  - 2012: Silber Einzelzeitfahren Olympische Sommerspiele 2012
  - 2012: Weltmeisterin im Einzelzeitfahren
- Rundfahrten
  - Siegerin „Thüringen-Rundfahrt der Frauen“ 2007, 2008 und 2012
  - Siegerin „Tour de Garonne“ 1998
  - Siegerin „Tour de l’Aude“ 2002 und 2003
  - 2-mal 3. Platz Gesamtwertung „Tour de France für Frauen“/FRA 2001/2003
  - Siegerin „Giro della Toscana“ 2008
  - Siegerin „Neuseeland-Rundfahrt der Frauen“
  - Siegerin „Katar-Rundfahrt“ 2012
- Deutsche Meistertitel
  - 5-mal Bahn/Einerverfolgung (1996–2000)
  - Bahn - Omnium 2011
  - 8-mal Einzelzeitfahren (Straße) (1998, 1999, 2001, 2003, 2004, 2005, 2010, 2011, 2012)
  - 2-mal Straßenrennen (2002, 2012)
  - 2-mal Deutsche Bergmeisterschaft (1999, 2004)
  - Gesamtsiegerin Frauen-Rad-Bundesliga 1999
- Auszeichnungen
  - „Radsportlerin des Jahres“ Fachmagazin Radsport 2004
  - 3. Platz „Sportlerin des Jahres“/ZDF und deutsche Sportjournalisten 2004
  - 1997, 1999: Sportlerin des Jahres von Brandenburg[5]